# 崔成旭
崔 成旭（チェ・ソンウク、朝鮮語: 최성욱、1914年9月20日 - 1972年4月17日）は、大韓民国の実業家、政治家。第5代韓国国会議員。

## 経歴
ソウル出身。中国天津の南開大学卒。以後天津で穀物業などに従事した後、漢口市僑民団理事を務めた。帰国後はソウルで三陽企業社社長を務めた後、朝鮮戦争で釜山に行き、運輸業を営んだ。1954年の第3代総選挙では利川郡選挙区から出馬したが落選した。その後は民主党に入党し、同党釜山影島甲区党委員長を経て、1960年の第5代総選挙では影島甲選挙区から当選した。
1972年4月17日、釜山市影島区の自宅で持病により死去。享年59。